# Бальмер, Люк
Люк Бальмер (нем. Luc Balmer, полное имя Лукас Эмануэль Бальмер; 13 июля 1898, Мюнхен — 1 марта 1996, Берн) — швейцарский дирижёр и композитор. Сын художника Вильгельма Бальмера (1865—1922), внук Иоганна Якоба Бальмера.

## Биография
Окончил Базельскую школу музыки (1920), затем принадлежал, наряду с Куртом Вайлем и Владимиром Фогелем, к последнему семинару композиции Ферруччо Бузони в Берлинской Высшей школе музыки (1921—1922). В 1928—1932 гг. дирижёр в Люцерне. В 1935—1964 гг. дирижёр Бернского городского оркестра; дирижировал, в частности, премьерой Концерта для семи духовых, литавр, ударных и струнных Франка Мартена (25 октября 1949). Одновременно с 1938 г. руководил музыкальным вещанием Бернского радио.
Автор Мессы, струнных квартетов, вокальных и хоровых сочинений, музыки к пьесе Сесиль Лаубер «Девочка со спичками» (нем. Das kleine Mädchen mit den Schwefelhölzchen; 1931, по Хансу Кристиану Андерсену). Оркестровал 10 песен Хуго Вольфа.
Был дважды женат, вторая жена (с 1949 г.) — пианистка Розмари Штуки (урождённая Бек), вдова скрипача Юрга Штуки.